# Alma Rosé

Aufnahme von Georg Fayer (1927)

Alma Rosé (geboren 3. November 1906 in Wien, Österreich-Ungarn; gestorben 4. April 1944 im Konzentrationslager Auschwitz) war eine österreichische Violinistin. Sie leitete nach ihrer Deportation in das Konzentrationslager das sogenannte Mädchenorchester von Auschwitz.

## Familie
Alma Rosé wurde als Tochter von Arnold Rosé (1863–1946) und dessen Frau Justine Mahler (1868–1938) in eine Musikerfamilie geboren. Ihr Vater war 57 Jahre lang Erster Konzertmeister der Wiener Hofoper und – mit Unterbrechungen – der Wiener Philharmoniker sowie Leiter des weltbekannten Rosé-Quartetts. Ihr Onkel war der Komponist Gustav Mahler, ihre Patentante war Alma Mahler-Werfel, nach der sie ihren Vornamen erhielt. In diesem familiären Umfeld wurde Alma Rosé von ihrem Vater zur Violinistin ausgebildet.

## Beruf
1920 trat Rosé erstmals als Solistin in Bad Ischl auf, 1926 debütierte sie im Wiener Musikverein mit Mitgliedern des Wiener Staatsopernorchesters unter der Leitung ihres Vaters. 1927 folgten Auftritte mit dem Wiener Sinfonie-Orchester und ihrem Vater im Rundfunk (RAVAG). Im Mai 1929 machte sie in Wien ihre einzige Schallplattenaufnahme; es ist das Doppelkonzert d-Moll BWV 1043 von Johann Sebastian Bach.
1930 heiratete sie den Tschechen Váša Příhoda (1900–1960), der als einer der größten Violinvirtuosen des 20. Jahrhunderts gilt und mit dem sie erfolgreich gemeinsame Konzerttourneen absolvierte. Trauzeugen waren Arnold Rosé und Franz Werfel. Bis zur Scheidung 1935 lebte sie mit ihrem Mann bei Prag, 1936 kehrte sie zu ihren Eltern nach Wien zurück. Spätere Vorwürfe, Příhoda habe sich aus Opportunismus wegen der antijüdischen Gesetzgebung der Nationalsozialisten von seiner Frau getrennt, erwiesen sich als unhaltbar; zudem war auch seine zweite Frau Jüdin.
Inzwischen erreichte Rosé den vorläufigen Höhepunkt ihrer Laufbahn: 1932 gründete sie das Damenorchester Die Wiener Walzermädeln, ein Ensemble, das durch sein hohes musikalisches Niveau auffiel und mit dem sie Konzertreisen durch ganz Europa unternahm. Anny Kux, eine enge Freundin Almas, wurde Konzertmeisterin. In der Zeit von 1934 bis 1938 veranstaltete Rosé im Ausland mehrere Solidaritätskonzerte aus Protest gegen die NS-Herrschaft in Deutschland.

## Verfolgung

### Flucht
Nach dem am 12. März 1938 erfolgten „Anschluss“ Österreichs an das Dritte Reich wurde das Damenorchester im Juli 1938 von der Reichskulturkammer aufgelöst. Dank der von Carl Flesch organisierten finanziellen Unterstützung gelang Alma Rosé am 24. März 1939 und ihrem Vater am 2. Mai 1939 die Flucht nach London. Ihr Bruder Alfred (1902–1975) konnte nach Kanada fliehen, ihr Onkel Eduard Rosé (1859–1943) wurde aber später ins Konzentrationslager Theresienstadt deportiert und dort ermordet.
Im Juli 1939 gab Rosé eines ihrer letzten Konzerte in Freiheit: In London trat sie als Mitglied des Rosé-Quartetts bei einem von der „Musicians Group of the Austrian Circle“ veranstalteten Konzert anlässlich des 130. Todestages von Haydn auf.
Im November 1939, drei Monate nach Ausbruch des Zweiten Weltkriegs, flog sie für ein Konzert nach Amsterdam, wo sie nach der Besetzung durch die deutsche Wehrmacht im Mai 1940 untertauchte. Zwischen Januar 1941 und August 1942 gab Rosé vor allem in den Niederlanden illegale Hauskonzerte zusammen mit dem ungarischen Pianisten Géza Frid. Mit dem niederländischen Ingenieur Constant August van Leeuwen Boomkamp ging sie eine Scheinehe ein, weil sie glaubte, sie sei mit einem „arischen“ Namen geschützt.
Nach Beginn der Deportationen holländischer Juden teilte sie Carl Flesch in einem Brief vom 7. August 1942 ihre Abreise aus den Niederlanden mit und floh nach Frankreich. Im Dezember 1942 wurde sie in Dijon von der dort eingesetzten deutschen Besatzungspolizei verhaftet und im Sammellager Drancy interniert. Am 18. Juli 1943 erfolgte Rosés Deportation ins Konzentrationslager Auschwitz (Stammlager).

### Auschwitz
Am 20. Juli 1943 traf Rosé im Konzentrationslager ein, erhielt die Häftlingsnummer 50381 und wurde dem Versuchsblock 10 zugewiesen. Dort wurde sie von der Niederländerin Ima van Esso, die vor ihrer Deportation daheim in Amsterdam schon in privatem Rahmen mit der Künstlerin musiziert hatte, erkannt. Ima van Esso sprach darüber mit der Blockältesten, der slowakischen Jüdin Magda Hellinger, die dann im Effektenlager eine Geige organisierte. Darauf spielte Rosé abends, wenn die SS-Aufseherinnen den Block verlassen hatten, für die eingesperrten Mithäftlinge. Bald darauf wurde sie ins Frauenlager von Auschwitz-Birkenau verlegt und von der berüchtigten Oberaufseherin Maria Mandl dem von ihr geschaffenen Orchester weiblicher Gefangener (Mädchenorchester) als Leiterin zugeteilt. Obwohl es überwiegend aus Laien- und nur zu einem kleinen Teil aus Berufsmusikerinnen bestand, formte Rosé ein Ensemble, das einigen Menschen im Lager das Überleben sicherte. Für das Ensemble orchestrierte sie u. a. Frédéric Chopins Etüde opus 10.3. Zu den Mitgliedern gehörten auch die Akkordeonistin Esther Bejarano, die Cellistin Anita Lasker und die Sängerin und Pianistin Fania Fénelon, die den Holocaust überlebten.
Am 2. April 1944 leitete Rosé zum letzten Mal das Orchester, am 4. April starb sie an den Folgen einer ungeklärten Erkrankung, möglicherweise einer Vergiftung, die von tagelangem hohem Fieber begleitet war. Es gibt Vermutungen, sie habe sich selbst vergiftet, oder sie sei von eifersüchtigen Funktionshäftlingen vergiftet worden.

### Zitat
„An ihrer Wiege stand Gustav Mahler, an ihrer Bahre Josef Mengele.“

## Gedenken
Da es für Alma Rosé kein eigenes Grab gibt, befindet sich auf dem ehrenhalber gewidmeten Grab ihrer Eltern auf dem Grinzinger Friedhof (Gruppe 20, Reihe 5, Nr. 6) eine Inschrift mit dem Namen und den Lebensdaten der Tochter.
1969 wurde die Alma-Rosé-Gasse in Wien-Favoriten (10. Bezirk) nach ihr benannt. In Wien-Floridsdorf (21. Bezirk) wurde im April 2020 der Alma-Rosé-Park eröffnet.
Mit der Eröffnung des Hauses der Geschichte Österreich wurde die zentrale Fläche im Prunkstiegenhaus der Neuen Burg in Alma-Rosé-Plateau umbenannt. Es handelt sich hierbei um die Mitte dieses Gebäudes – sie verbindet den sogenannten „Hitler-Balkon“ mit den Räumen der Sammlung Alter Musikinstrumente.
Am 17. August 2020 wurde durch den Künstler Gunter Demnig vor dem Haus für Mozart in Salzburg ein Stolperstein für Alma Rosé verlegt. Im Auftrag der Wiener Philharmoniker wurde ein weiterer Gedenkstein vor dem ehemaligen Wohnhaus Arnold Rosés und seiner Tochter Alma in Wien-Döbling angebracht (1190 Wien, Pyrkergasse 23).
Rosés Name ist auch in der 2021 eröffneten Gedenkstätte für die in der Shoah ermordeten Jüdischen Kinder, Frauen und Männer aus Österreich verewigt.
Im Januar 2024 wurde das „Josef Hellmesberger Institut für Streichinstrumente, Gitarre und Harfe in der Musikpädagogik“ an der mdw – mdw – Universität für Musik und darstellende Kunst Wien in „Alma Rosé Institut für Streichinstrumente, Gitarre und Harfe in der Musikpädagogik“ umbenannt.
Auf Initiative der Historikerin Kerstin von Lingen wurde 2023 der Alma Rosé-Preis für die Erforschung der Geschichte der Verfolgten des Nationalsozialismus und der Geschichte ihrer materiellen Verluste und Entziehungen ausgelobt. Seither wird der wissenschaftliche Wettbewerb von der Österreichischen Gesellschaft für Zeitgeschichte am Institut für Zeitgeschichte der Universität Wien gemeinsam mit der Österreichischen Nationalbank ausgerichtet. In den historischen Sammlungen der Bank befindet sich seit 2002 die Stradivari-Geige des Vaters, Arnold Rosé. Anlässlich der Verleihungen wird sie gespielt und gewinnt so eine neue Bedeutung. Die öffentliche Zeremonie, auf der die Preisträger ihre Forschungen vorstellen, wird in verschiedenen digitalen Formaten über einen Blog dokumentiert. Der Preis, der jährlich an bis zu drei Bewerber verliehen werden kann, dient der Förderung von Nachwuchswissenschaftlern an Hochschulen im deutschsprachigen Raum und wird für qualifizierte Bachelor-, Examens, Diplom- und Masterarbeiten vergeben. Eine international besetzte Jury wählt unter den Einreichungen jene aus, die auf innovative Weise zur Erforschung der Geschichte des Nationalsozialismus und seiner Nachwirkungen beitragen und auch auf die Verfolgungsgeschichte, insbesondere im Hinblick auf die wirtschaftliche Ausplünderung eingehen. Zentrales Anliegen bleibt es, über die Verlustgeschichte von Objekten aller Art durch Formen von „Arisierung“, „Verwertung“, Rückerstattung oder „Wiedergutmachung“ die Provenienzforschung zu unterstützen und den Verlust sichtbar zu machen.

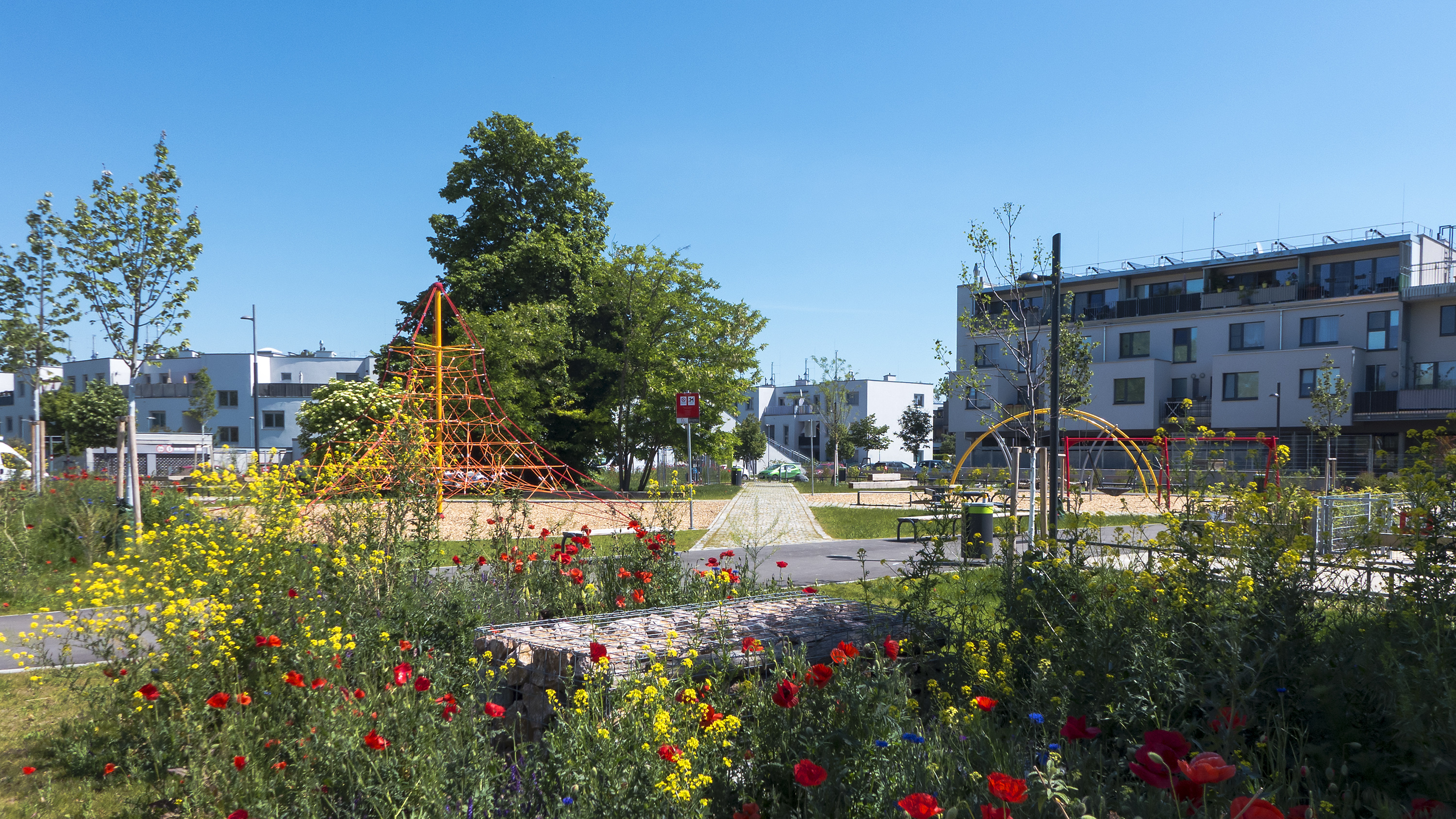
Alma-Rosé-Park in Wien
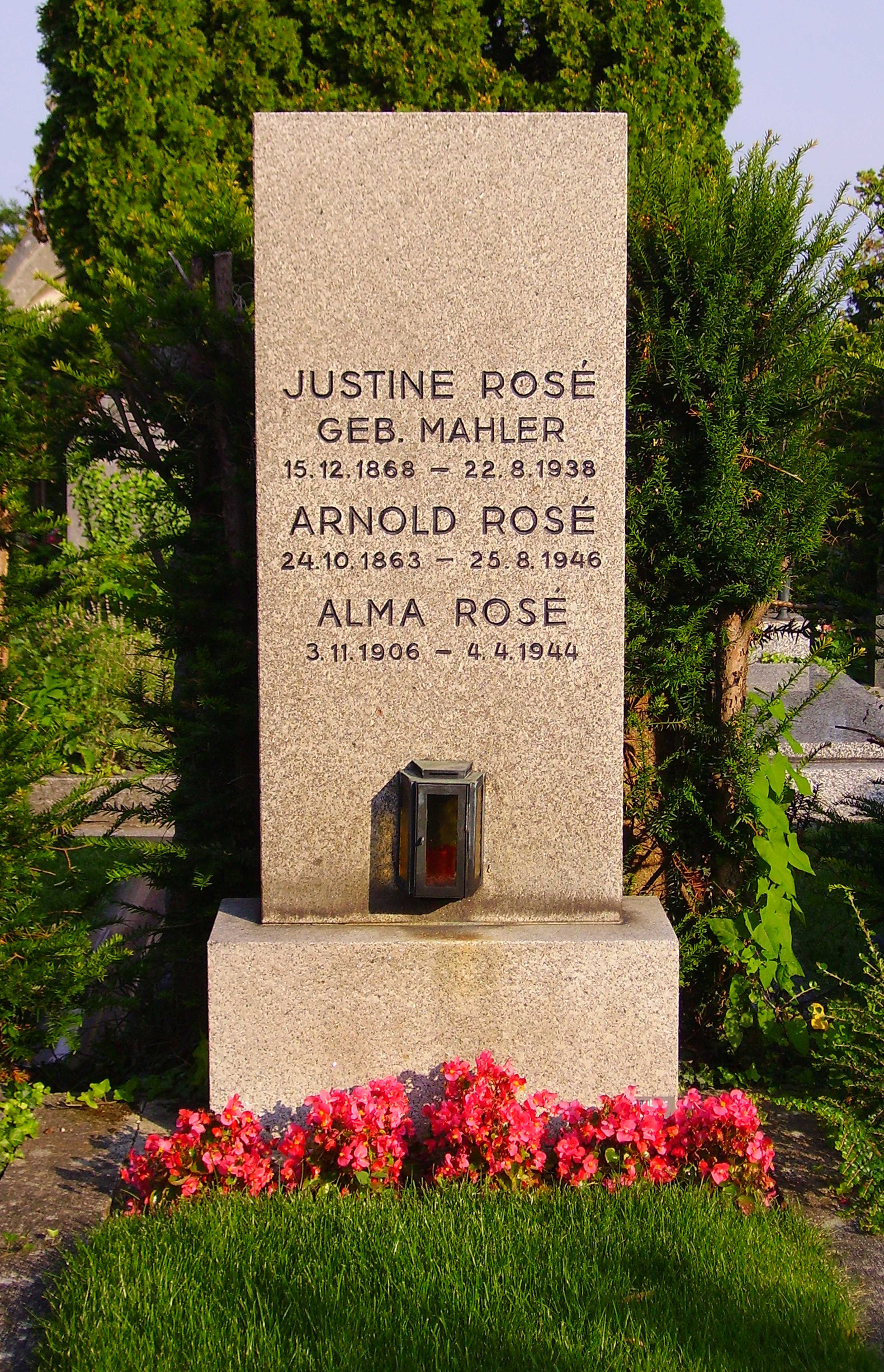
Ehrengrab der Eltern mit Alma Rosés Namensinschrift
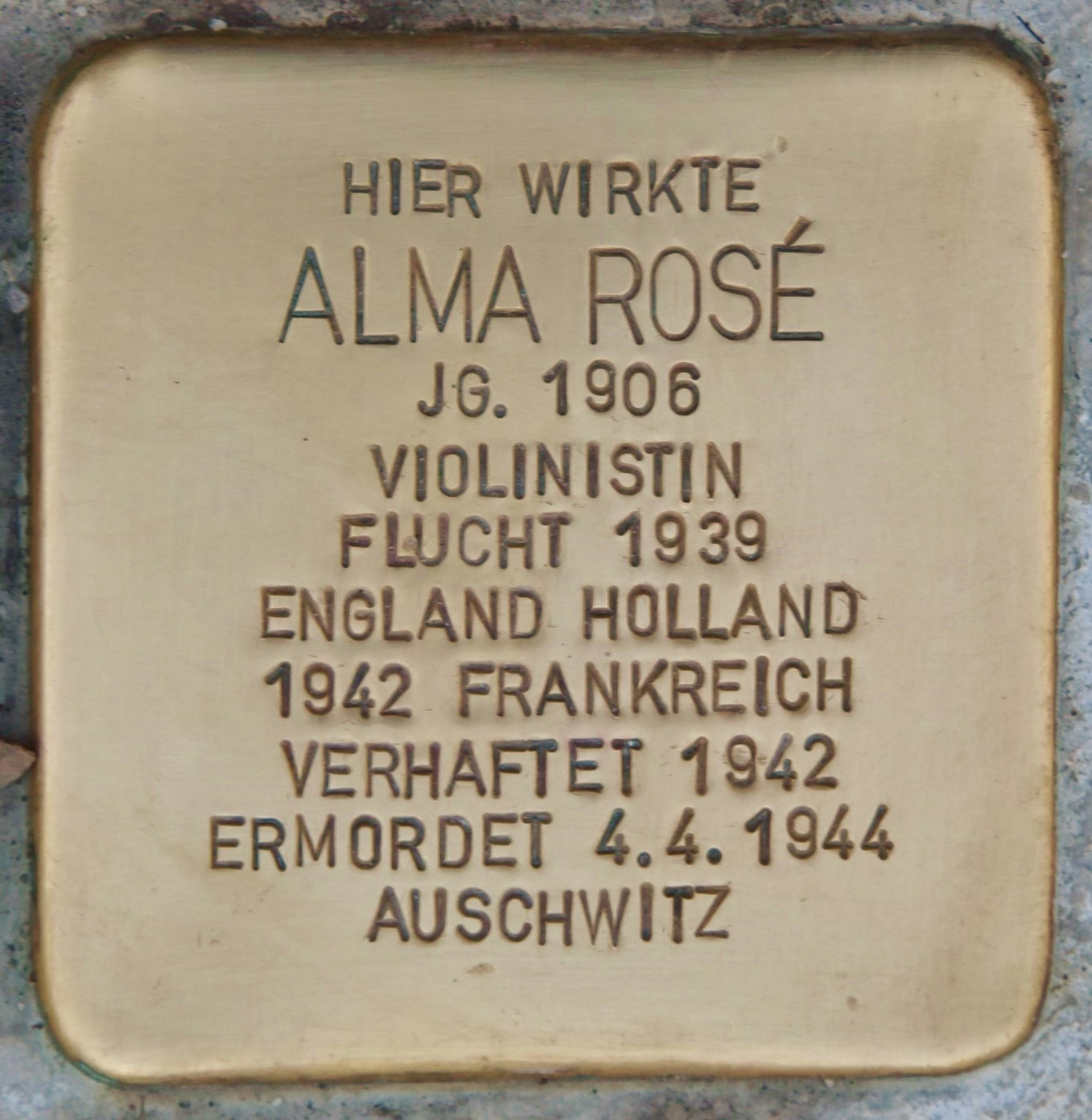
Stolperstein in Salzburg
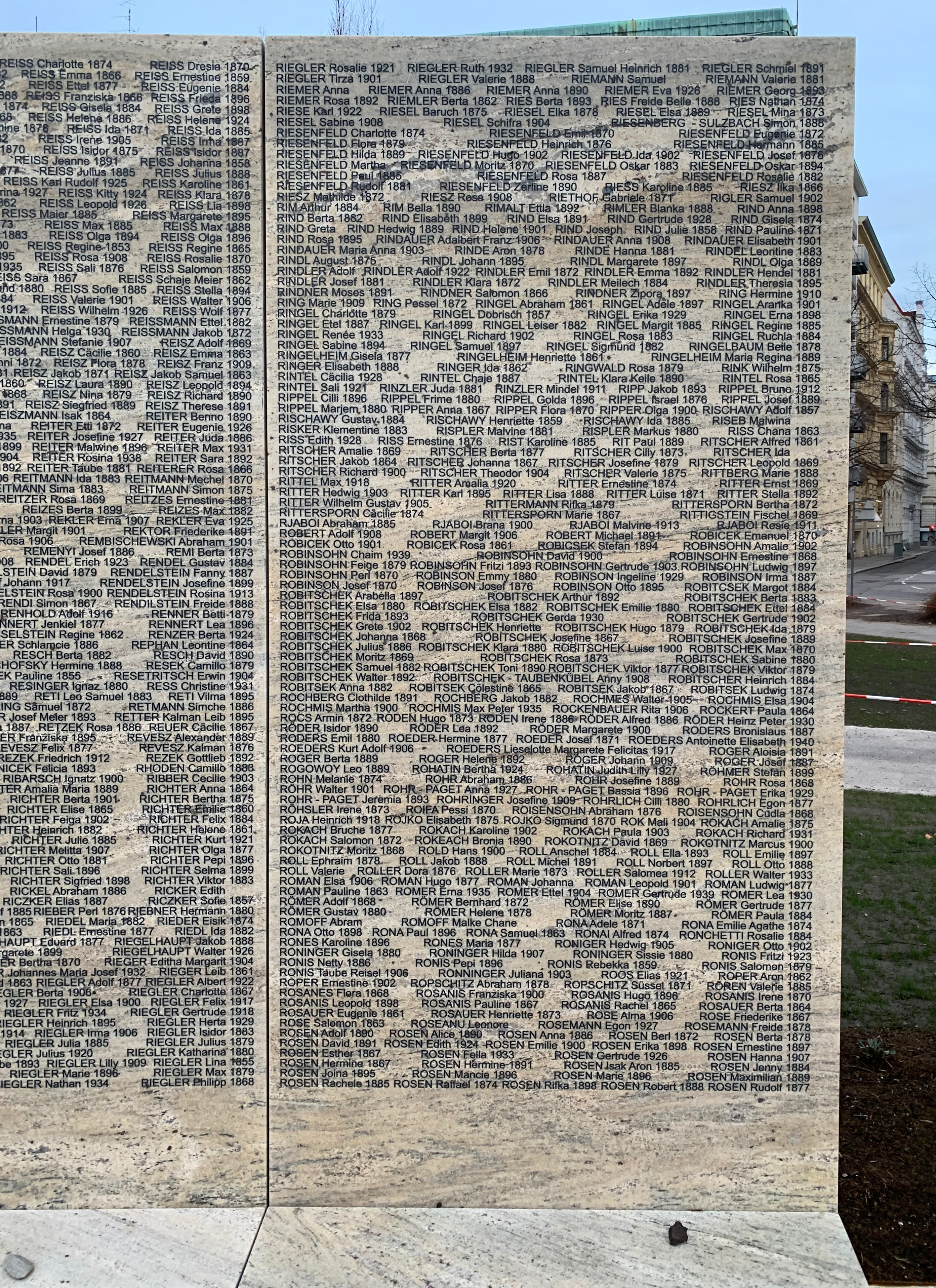
Namensinschrift in der Gedenkstätte für die Shoah-Opfer aus Österreich

## Ausstellung
- Nur die Geigen sind geblieben. Alma und Arnold Rosé. November 2018 bis Mai 2019, Haus der Geschichte Österreich, Kuratorinnen Michaela Raggam-Blesch, Monika Sommer-Sieghart, Heidemarie Uhl.[17]
- Verfolgt. Verlobt. Verheiratet. Scheinehen ins Exil. Mai bis Oktober 2018, Jüdisches Museum Wien Standort Judenplatz, Kuratorinnen Sabine Bergler, Irene Messinger (darin: Alma Rosé) Prospekt. (PDF) jmw.at
  - Katalog: gleicher Titel, Hrsg. wie Kuratorinnen, Verlag wie Aussteller, ISBN 3-901398-85-6.